# Palacio de los Pardo de Donlebún
El palacio de los Pardo Donlebún es un palacio urbano español situado en la localidad asturiana de Figueras, concejo asturiano de Castropol.

## Historia
El palacio está situado en una elevación al lado del puerto de la villa de Figueras. Un destacado miembro de esta familia, Sancho Pardo Donlebún, participó en la incursión de la Grande y Felicísima Armada.
La construcción más antigua es la torre central del siglo XVI, de esta torre parten dos alas, una a cada lado, almenadas. El ala oeste data de la renovación del siglo XIX. Todo el recinto está rodeado por un muro de piedra edificado en 1931.
Ha sido declarado Bien de Interés Cultural (BIC).

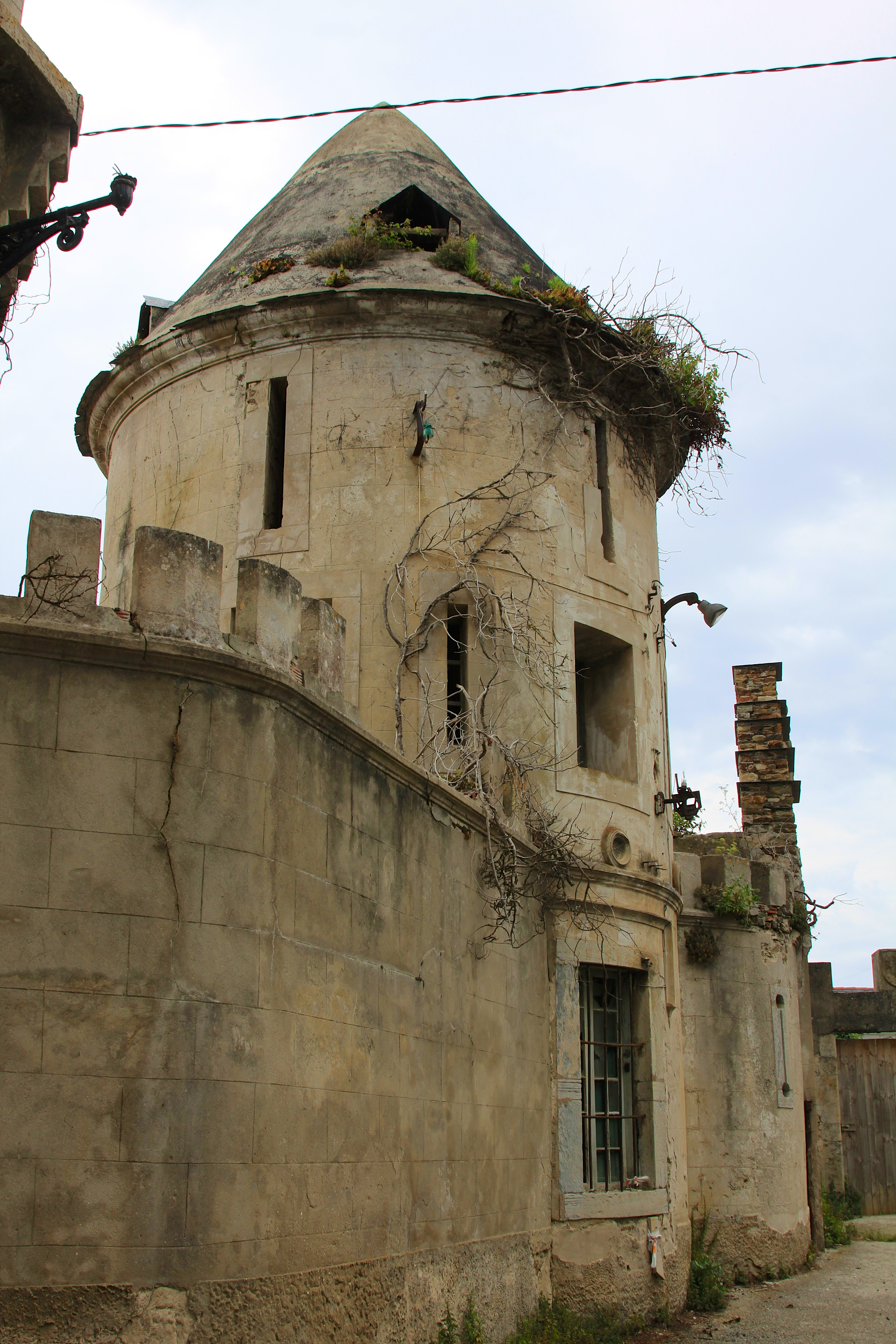
Palacio de los Pardo Donlebún
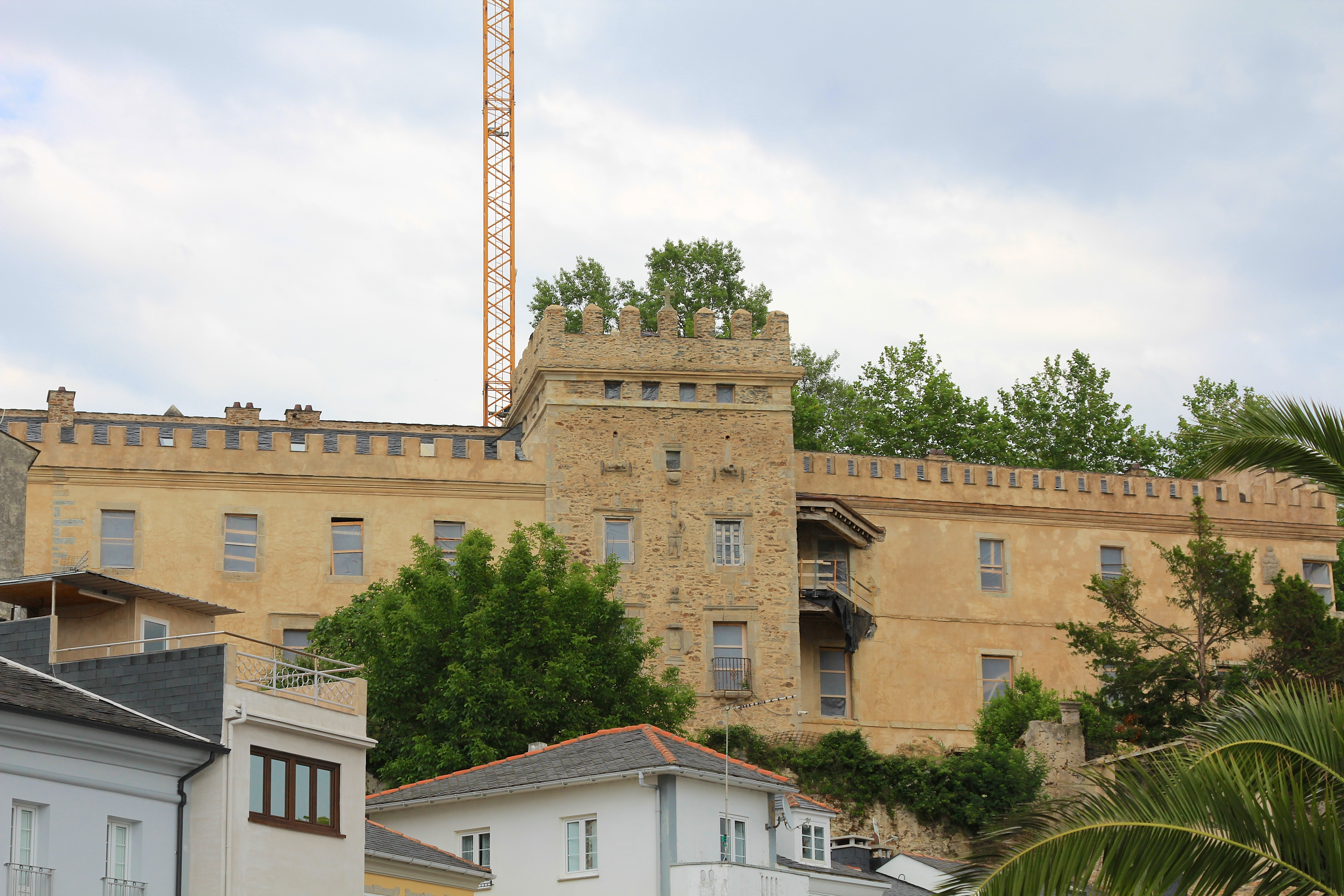
Palacio de los Pardo Donlebún